# 馬什維爾 (北卡羅萊納州)
馬什維爾（英語：Marshville）是一個位於美國北卡羅萊納州尤寧縣的城鎮。

## 人口
根據2020年美國人口普查的數據，馬什維爾的面積為5.51平方千米，當中陸地面積為5.50平方千米，而水域面積為0.01平方千米。當地共有人口2522人，而人口密度為每平方千米458人。